# Henriette Confurius
Henriette Confurius (* 5. února 1991, Berlín, Německo) je německá herečka.

## Filmografie
- 2001: Die Meute der Erben
- 2002: Mein erstes Wunder
- 2002: Ballett ist ausgefallen
- 2003: Polizeiruf 110 – Verloren
- 2004: Bella Block – Das Gegenteil von Liebe
- 2007: Místo činu: Brémy – Zářivá budoucnost (Tatort – Strahlende Zukunft)
- 2007: Listopadový muž (Der Novembermann)
- 2008: Das Geheimnis im Wald
- 2009: Vteřiny před vraždou (Countdown – Die Jagd beginnt, TV seriál)
- 2009: Jenseits der Mauer
- 2009: Čachtická paní (Die Gräfin)
- 2010: Eichmanns Ende (Dokumentární)
- 2011: Letní příběh lásky (Liebe am Fjord – Das Meer der Frauen)
- 2012: Kosmáček (Allerleirauh)
- 2013: Die Holzbaronin
- 2013: Tatort – Kalter Engel
- 2014: Ein blinder Held – Die Liebe des Otto Weidt (Dokumentární)
- 2014: Milované sestry (Die Geliebten Schwestern)
- 2014: Die Fremde und das Dorf
- 2015: Tannbach (TV seriál)